# Sheryl Lee
Pour les articles homonymes, voir Lee.
Sheryl Lee (également connue sous le nom de Sheryl Lee Diamond) est une actrice américaine, née le 22 avril 1967 à Augsbourg, en Allemagne.

## Biographie
Née à Augsbourg, en Bavière, Allemagne, d'une mère artiste et d'un père architecte, Sheryl Lee grandit ensuite à Boulder dans l'État du Colorado.
Elle est essentiellement connue pour avoir interprété les rôles de Laura Palmer et Maddy Ferguson dans la série télévisée culte Twin Peaks puis dans le film Twin Peaks: Fire Walk with Me, réalisé par David Lynch (avec qui elle a débuté avec un très court rôle dans Sailor et Lula).

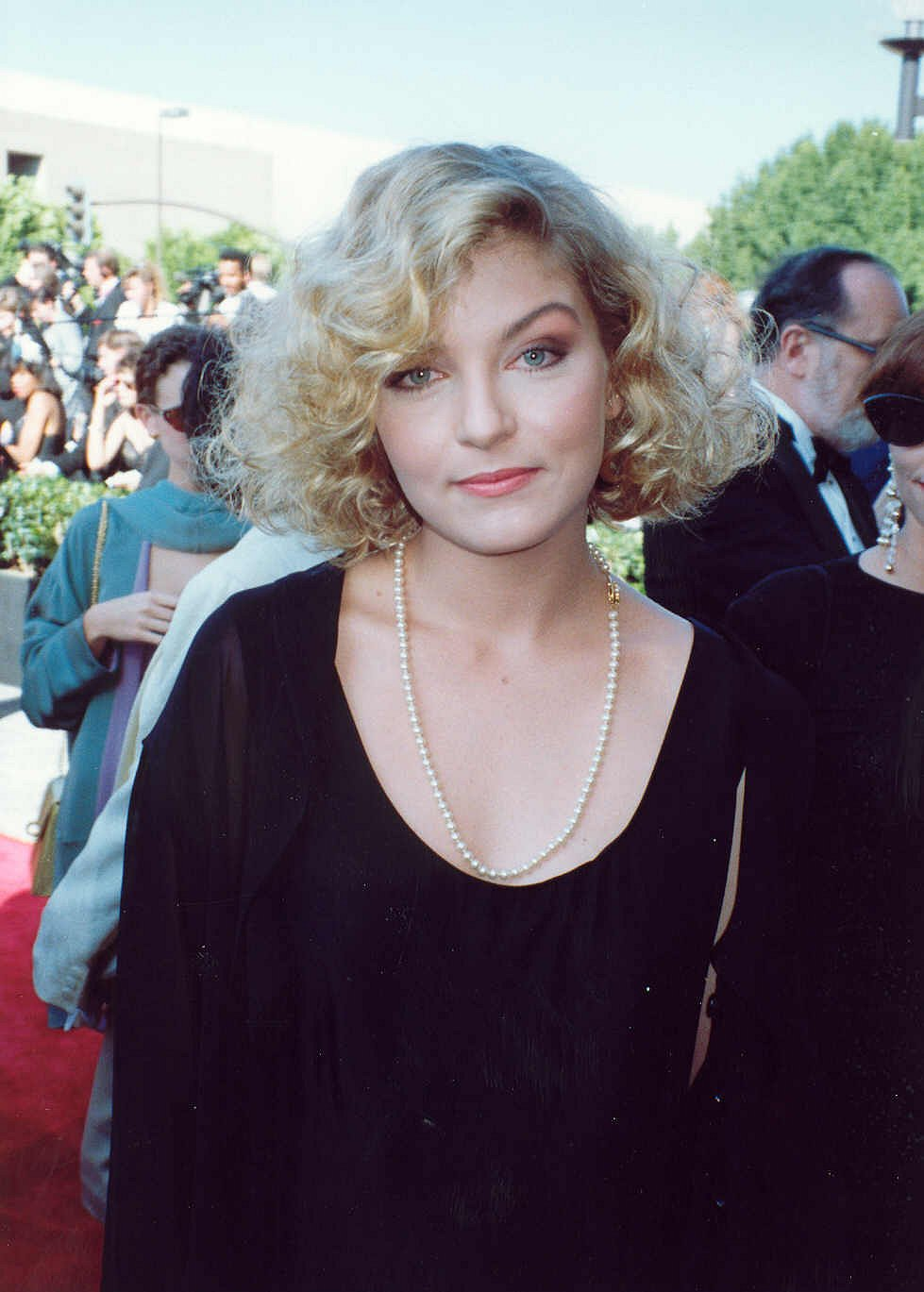
L'actrice aux Emmy Awards de 1990.

Elle a aussi incarné la photographe allemande Astrid Kirchherr dans le film Backbeat : Cinq Garçons dans le vent (de Iain Softley) et a joué dans le film Vampires (de John Carpenter) et la série Le Cartel.
Elle est apparue dans des rôles récurrents dans les séries Les Frères Scott et Dirty Sexy Money. Elle a incarné, en 2004, Mary Alice Young dans le pilote non diffusé du feuilleton Desperate Housewives.

### Vie privée
Sheryl Lee est mariée depuis le 28 octobre 2000 avec le musicien Jesse Diamond (fils de Neil Diamond), avec lequel elle a un garçon, Elijah.

## À propos du rôle de Laura Palmer
Durant le casting pour son personnage de Laura Palmer dans la série télévisée Twin Peaks, le réalisateur David Lynch lui demanda « si elle voyait un inconvénient à être emballée dans du plastique et jetée dans l'eau glacée. »

## Filmographie

### Cinéma

#### Longs métrages
- 1990 : Sailor et Lula (Wild at Heart) de David Lynch : La bonne fée
- 1992 : Twin Peaks: Fire Walk with Me de David Lynch : Laura Palmer
- 1992 : Jersey Girl (en) de David Burton Morris : Tara
- 1993 : Mr. Jones de Mike Figgis : June (non créditée)
- 1994 : Backbeat, 5 garçons dans le vent (Backbeat) de Iain Softley : Astrid Kirchherr
- 1994 : Don't Do It (en) de Eugene Hess : Michelle
- 1995 : Fall Time (en) de Paul Warner (en) : Patty / Carol
- 1995 : Homage de Ross Marks : Lucy Samuel
- 1995 : Notes from Underground de Gary Walkow : Liza
- 1996 : Manipulation (Mother Night) de Keith Gordon : Helga Noth / Resi Noth
- 1997 : Liens secrets (en) (This World, Then the Fireworks) de Michael Oblowitz (en) : Lois Archer
- 1997 : Au-delà du désir (Bliss) de Lance Young : Maria
- 1997 : The Blood Oranges (en) de Philip Haas : Fiona
- 1998 : Vampires de John Carpenter : Katrina
- 1998 : Kiss the Sky (en) de Roger Young : Andy
- 1998 : Avec vue sur l'enfer (Dante's View) de Steven A. Adelson : Sam Kingsley
- 1999 : Contrat sur une tueuse (en) (Angel's Dance) de David L. Corley : Angelica « Angel » Chaste
- 2002 : Children on Their Birthdays (en) de Mark Medoff (en) : Elinore Murphy
- 2006 : Paradise, Texas (en) de Lorraine Senna : Betsy Kinney
- 2010 : Winter's Bone de Debra Granik : April
- 2011 : Killing Fields (Texas Killing Fields) d'Ami Canaan Mann : Lucie Sliger
- 2014 : White Bird (White Bird in a Blizzard) de Gregg Araki : May
- 2014 : Twin Peaks : Les pièces manquantes du dossier (Twin Peaks: The Missing Pieces) de David Lynch : Laura Palmer
- 2014 : Jackie & Ryan d'Ami Canaan Mann : Miriam
- 2014 : The Makings of You (Never My Love) (en) de Matt Amato (en) : Judy (également productrice)
- 2016 : Rebirth de Karl Mueller : Air
- 2016 : Café Society de Woody Allen : Karen Stern
- 2018 : #SquadGoals de Danny J. Boyle : Emily Hodges

Prochainement
- Production achevée : I Live Here Now de Julie Pacino
- En production : Unplugged de Paul McComas et Holly Trasti : Shelly / Wisdom (animation, voix originale)

#### Courts métrages
- 2017 : Dead Ink Archive de David Schendel : Alley
- 2019 : Down to Nothing de Rory Kelly : Brandy
- 2022 : The Wild One de Julia Huffman : Narratrice (voix originale)
- 2022 : Today As I Run de Julia Huffman : Narratrice (animation, voix originale)

### Télévision

#### Séries télévisées
- 1990–1991 : Mystères à Twin Peaks (Twin Peaks) de David Lynch et Mark Frost : Laura Palmer / Madeleine « Maddy » Ferguson (18 épisodes)
- 1992 : Fantasmes (Red Shoe Diaries) : épisode L'histoire de Jacques (Jake's Story) de Michael Karbelnikoff : Kate Lyons
- 1994 : Docteur Quinn, femme médecin (Dr Quinn, Medicine Woman) : épisode Une autre femme (Another Woman) de Chuck Bowman (en) : Catherine
- 1994 : Drôles de Monstres (Aaahh!!! Real Monsters) : épisode Krumm à Hollywood (Krumm Goes Hollywood) de Jim Duffy (en) : Actrice (animation, voix originale)
- 1998–1999 : L.A. docs (en) (L.A. Doctors) de John Lee Hancock : Dr Sarah Church (22 épisodes)
- 2001 : I Love the '90s (en) : épisode I Love 1990 de Karina Brennan : Elle-même/Présentatrice (série documentaire)
- 2003 : Le Cartel (Kingpin) de David Mills : Marlene McDillon Cadena (mini-série, 6 épisodes)
- 2003 : FBI : Portés disparus (Without a Trace) : épisode Au grand jour (Coming Home) de Tony Wharmby : Tina Hodges
- 2005–2006 : Les Frères Scott (One Tree Hill) de Mark Schwahn : Elizabeth « Ellie » Harp (saisons 2-3, 9 épisodes)
- 2006: Dr.House (saison 3, épisode 2)
- 2007 : State of Mind (en) : épisode Pilot de Michael M. Robin : Leslie Petrovsky
- 2007–2009 : Dirty Sexy Money de Craig Wright (en) : Andrea Smithson (12 épisodes)
- 2010 : Lie to Me : épisode Ivre de pouvoir (Bullet Bump) de James Hayman : Janet Brooks
- 2010 : Psych : Enquêteur malgré lui (Psych) : épisode C'est pas du gâteau ! (Dual Spires) de Matt Shakman : Dr Donna Gooden
- 2012 : Perception : épisode Carpe Diem (86'd) de Deran Sarafian : Lacey Pinderhall
- 2016 : Rosewood : épisode Remuer le passé (Keratin & Kissyface) de James Roday : Brenda Downs
- 2017 : Twin Peaks : The Return (Twin Peaks) de David Lynch et Mark Frost : Laura Palmer / Carrie Page
- 2019 : Correspondence de J.D. Mendonça : Mona (web-série, 4 épisodes, voix)
- 2019 : Limetown (en) de Zack Akers et Skip Bronkie : Alison Haddock (2 épisodes)
- 2020 : JJ Villard's Fairy Tales (en) : épisode Boypunzel de J.J. Villard : Doreen (animation, voix originale)

#### Téléfilms
- 1991 : Amour, meurtre et mensonges (en) (Love, Lies and Murder) de Robert Markowitz : Patti Bailey (téléfilm en deux parties)
- 1994 : Guenièvre, l'autre légende (en) (Guinevere) de Jud Taylor : Guenièvre
- 1995 : Follow the River (en) de Martin Davidson : Mary Ingles (en)
- 1997 : La Bible : David (David) de Robert Markowitz : Bathsheba (téléfilm en deux parties)
- 2001 : Hitched de Wesley Strick : Eve Robbins
- 2006 : Une vie pour se reconstruire (The Secrets of Comfort House) de Timothy Bond : Wendy Sinclair

#### Clips vidéo
- 1994 : Money (en) de The Backbeat Band, réalisé par Nick Egan (en)
- 1994 : Can You Help Me? (en) d'American Music Club, réalisé par Matt Amato (en)

### Productrice
- 2014 : The Makings of You (en) (Never My Love) de Matt Amato (en)

## Ludographie
- 1994 : Qui voulait la mort de Brad le surfeur ? (Who Killed Brett Penance?) de Shannon Gilligan (en) : Lucie Fairwell
- 1994 : Qui a tué Pam Taylor ? (Who Killed Taylor French?) de Shannon Gilligan (en) : Lucie Fairwell
- 2010 : BioShock 2 de  Jordan Thomas : Chrosôme Baby Jane parlant de Jack dans l'Atlantic Express

## Distinctions
- Independent Spirit Awards
  - 1993 : nommée pour Twin Peaks: Fire Walk with Me

- Saturn Awards
  - 1993 : nommée pour Twin Peaks: Fire Walk with Me
  - 1999 : nommée pour Vampires

- Festival du film de Sundance
  - 1995 : Spirit of Sundance Award, pour l'ensemble de son travail

## Voix françaises
En France, Dorothée Jemma est la voix française régulière de Sheryl Lee,.
- Dorothée Jemma dans :
  - Twin Peaks (1990-1991)
  - Dante's View (1998)
  - L.A. docs (1998-1999)
  - Angel's Dance (1999)
  - Le Cartel (2003)
  - Les Frères Scott  (2005-2006)
  - Dr House (2006)
  - Les Experts : Manhattan (2006)
  - Dirty Sexy Money (2007-2009)
  - Lie to Me (2010)
  - Psych : Enquêteur malgré lui (2010)
  - Killing Fields (2011)
  - Twin Peaks: The Return (2017)

- Isabelle Ganz dans :
  - Twin Peaks: Fire Walk with Me (1992)
  - Backbeat : Cinq Garçons dans le vent (1994)

et aussi
- Agnès Gribe dans Twin Peaks (1990-1991)
- Déborah Perret dans Vampires (1998)